# Ga tàu điện ngầm Bắc Môn
Ga Bắc Môn ("Cổng phía Bắc") là ga trên Tuyến Tùng Sơn-Tân Điếm của Tàu điện ngầm Đài Bắc nằm ở Đại Đồng, Đài Bắc, Đài Loan.